# Mehndi

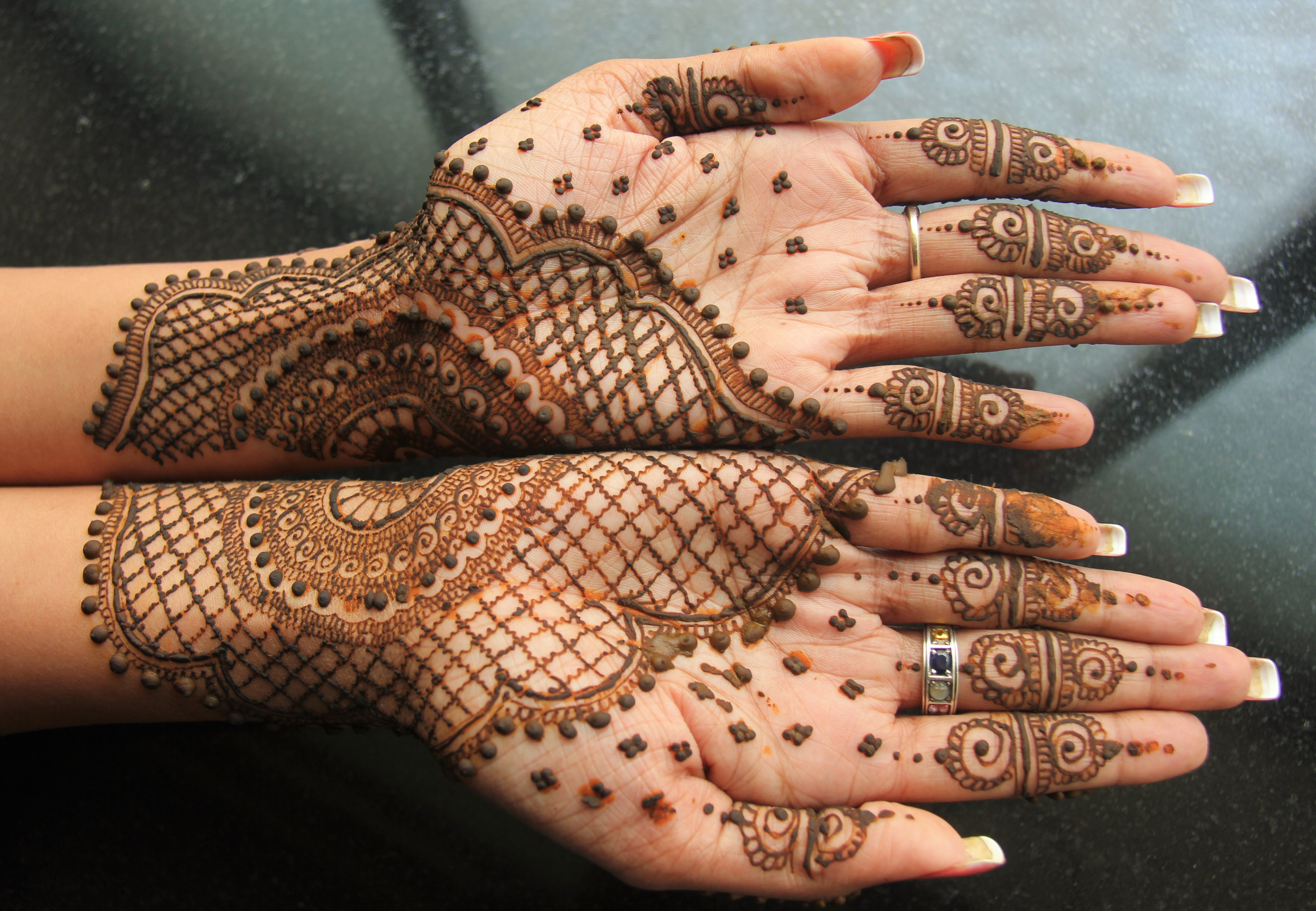
Mehndi aplicado en las palmas de ambas manos.

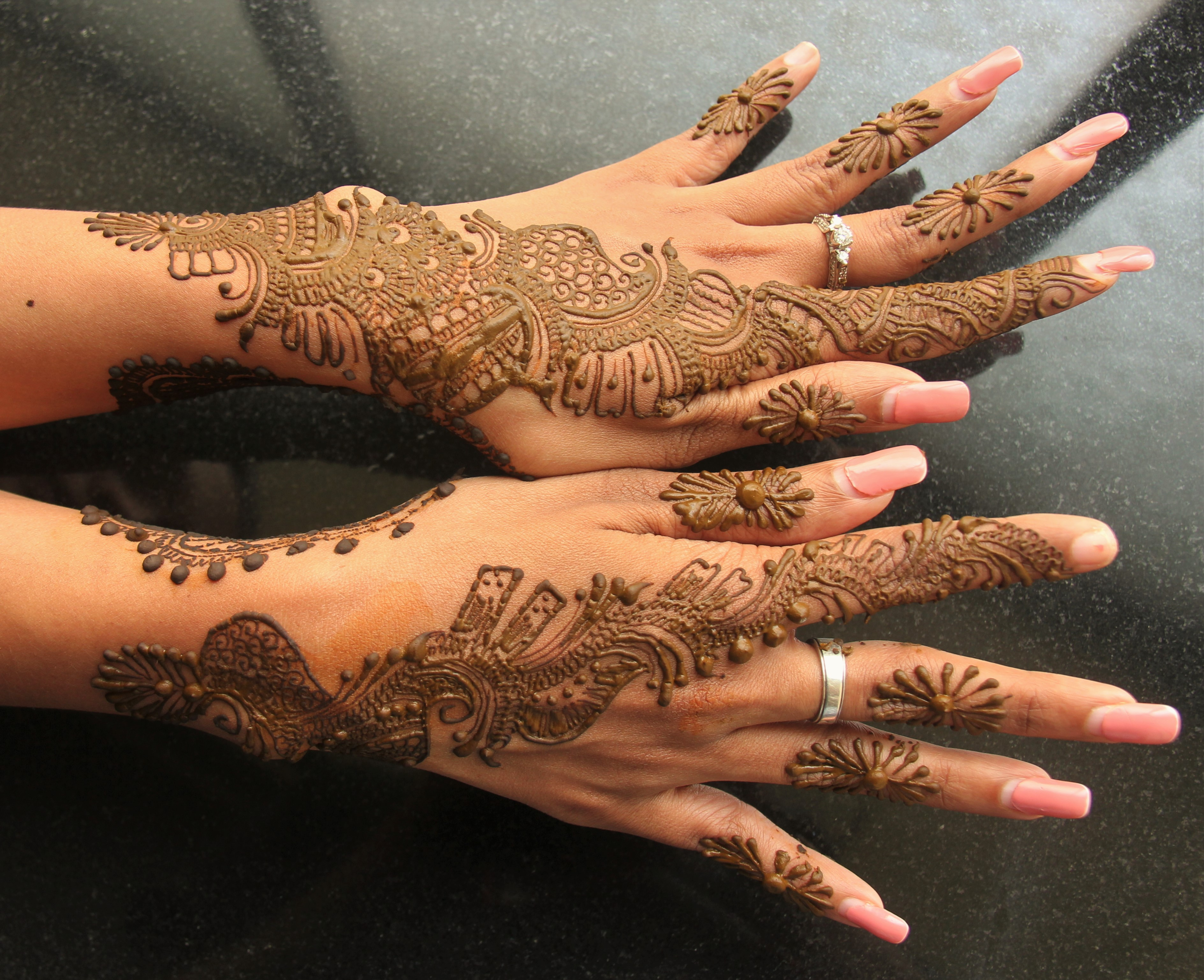
Mehndi aplicado en el dorso de ambas manos.

Mehndi es una forma de arte corporal y decoración temporal de la piel que generalmente se dibuja en manos o piernas, en la que se crean diseños decorativos en el cuerpo de una persona, utilizando una pasta, creada a partir de las hojas secas en polvo de la planta de henna (Lawsonia inermis). Es una forma popular de arte corporal entre las mujeres de la India, Bangladesh, Pakistán, Nepal, Irán, Maldivas y la población musulmana de Sri Lanka, y se asemeja a prácticas similares que se encuentran en el norte de África y el Medio Oriente. Este tipo de arte corporal se llama Diseños Mehndi en India, Pakistán, Bangladesh y Nepal. Mientras que en Occidente se llama Diseños Henna.
Según un estudio de 2013, la henna se ha utilizado como tinte para la piel (así como para el cabello y las uñas) durante más de 4.000 años.
Según A Dictionary of Urdu, Classical Hindi and English Mehndi también se refiere a "la fiesta de bodas con motivo de las manos y los pies de la novia manchados con henna (ḥinā)" o "un arca o tabernáculo, llevado en procesión solemne por algunos musulmanes en vísperas del aniversario de la muerte de una persona que murió justo cuando estaba a punto de casarse: —meṅhdī bāṅdhnā (-meṅ) ”. Originalmente se usaba solo para las palmas de las mujeres y, a veces, para los hombres, pero a medida que pasaba el tiempo, era más común que las mujeres lo usaran.
Hay muchas variaciones y diseños. Las mujeres generalmente se aplican diseños mehendi en las manos y los pies, aunque algunas, incluidas las pacientes con cáncer y las mujeres con alopecia, ocasionalmente decoran su cuero cabelludo. El color estándar de la henna es el marrón, pero a veces se emplean otros colores de diseño como el blanco, el rojo, el negro y el dorado.
Mehendi en la tradición india se aplica típicamente durante bodas y festivales hindúes como Karva Chauth, Vat Purnima, Diwali, Bhai Dooj, Navraathri, Durga Pooja y Teej. Los musulmanes en el sur de Asia también aplican mehendi durante las bodas musulmanas, festivales como Eid-ul-Fitr y Eid al-Adha.
En los festivales hindúes, a muchas mujeres se les aplica henna en las manos y los pies y, a veces, también en la parte posterior de los hombros, ya que los hombres la aplican en los brazos, las piernas, la espalda y el pecho. Para las mujeres, generalmente se dibuja en la palma, el dorso de la mano y en los pies, donde el diseño será más claro debido al contraste con la piel más clara de estas superficies, que naturalmente contienen menos pigmento melanina .
Alta, Alata o Mahur es un tinte rojo que se usa de manera similar a la henna para pintar los pies de las novias en algunas regiones del sur de Asia, por ejemplo en Bangladesh y los estados indios de Bengala Occidental.
Probablemente debido al deseo de una apariencia de "tatuaje negro", algunas personas agregan el tinte sintético parafenilendiamina (PPD) a la henna para darle un color negro. El PPD puede causar reacciones alérgicas graves y fue elegido alérgeno del año en 2006 por la Sociedad Norteamericana de Dermatitis de Contacto.

## Orígenes
El uso de mehndi se documentó por primera vez en el Antiguo Egipto como un elemento decorativo para las momias. El uso de mehndi como arte decorativo prevaleció en la India del siglo IV, lo cual es evidente en el arte rupestre en Deccan, específicamente en las cuevas de Ajanta.

## Tradición

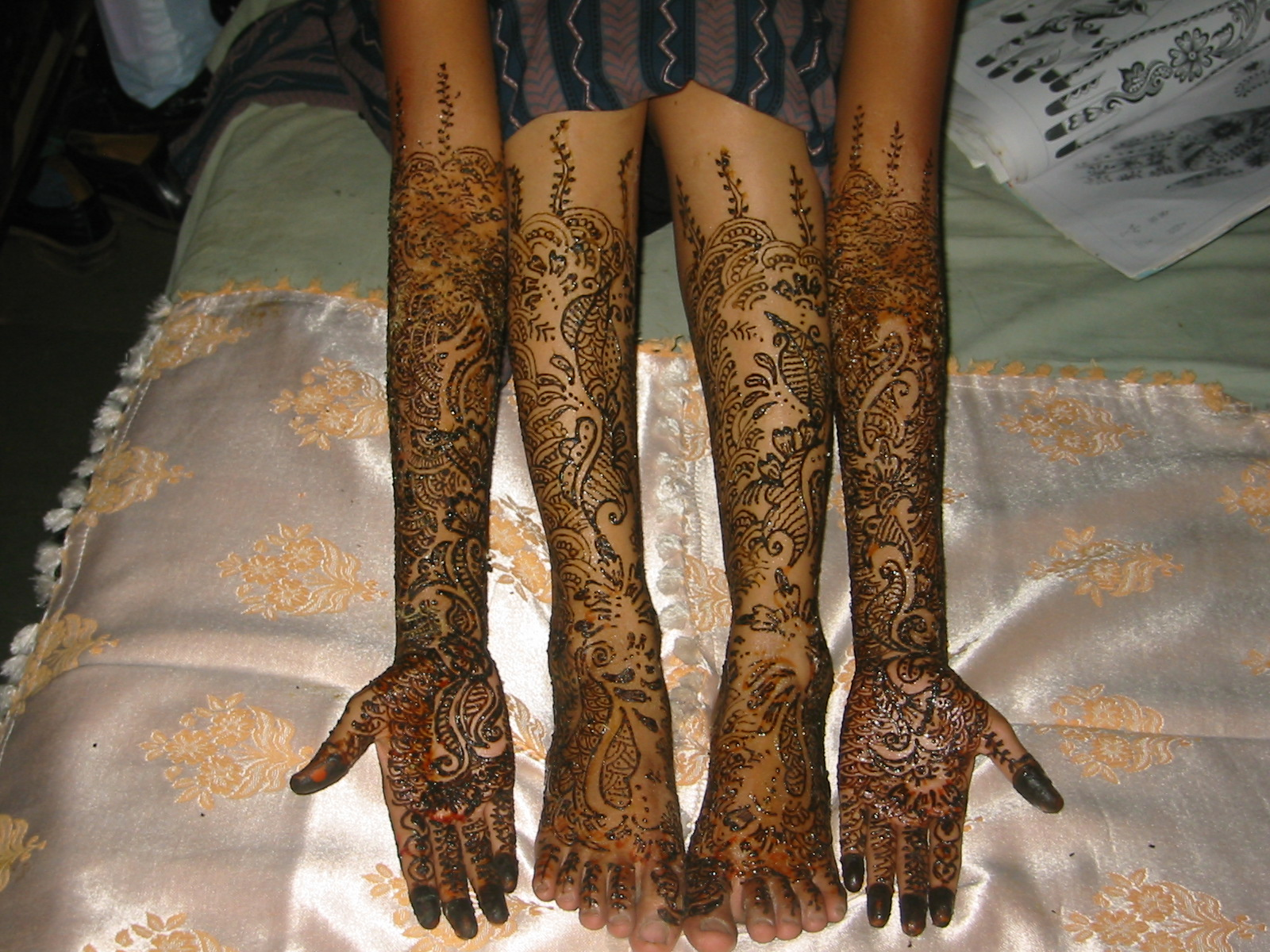
Decoración mehendi de palmas y pies.

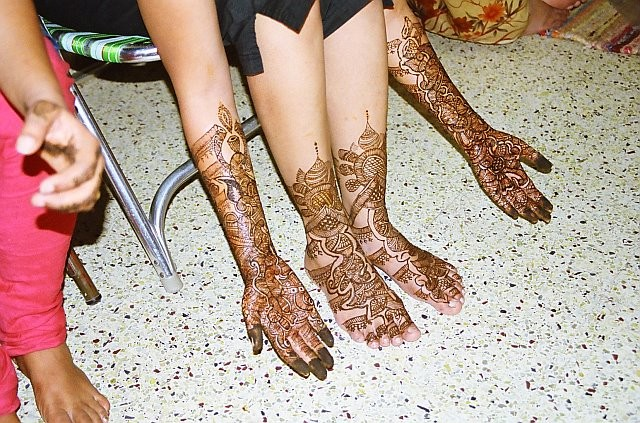
Decoración mehendi de palmas y pies de novia.

El mehndi es una forma de arte ceremonial común en India, Pakistán, Bangladesh y Nepal. Por lo general, se aplica durante las bodas, para novias sij, musulmanas e hindúes. En Rajasthan, los novios reciben diseños que a menudo son tan elaborados como los de las novias. En Assam, además del matrimonio, es ampliamente utilizado por mujeres solteras durante el festival Bohag Bihu.
Los musulmanes en Afganistán también lo usan.

## Proceso de aplicación
La pasta mehndi se aplica generalmente a la piel con un cono de plástico, un pincel o un palito. Después de unos 15 a 20 minutos, el lodo se seca y comienza a agrietarse, y durante este tiempo, se puede aplicar una mezcla de jugo de limón y azúcar blanca sobre el diseño de henna para volver a humedecer el lodo de henna para que la henna se manche más oscura. Luego, el área pintada se envuelve con tejido, plástico o cinta médica para retener el calor corporal, creando un color más intenso en la piel. La venda (no es un método tradicional), se usa de dos a seis horas, o algunas veces durante la noche, y luego se quita. Cuando se quita por primera vez, el diseño de henna es de color naranja pálido a naranja oscuro y se oscurece gradualmente por oxidación, en el transcurso de 24 a 72 horas. El color final es marrón rojizo y puede durar de una a tres semanas dependiendo de la calidad y el tipo de pasta de henna aplicada. así como dónde se aplicó en el cuerpo (la piel más gruesa, las manchas más oscuras y más largas que la piel fina). La hidratación con aceites naturales, como de oliva, ajonjolí o coco, también ayudará a prolongar la vida útil de la mancha. La exfoliación de la piel hace que el tatuaje de henna se desvanezca.

## Ejemplo de una tradición nupcial
Los parientes del novio entregarían el mehndi, un tinte producido a partir de una planta de henna, en una bandeja de plata que contenía dos velas encendidas. Antes de la aplicación de la henna, los invitados arrojaban monedas sobre la cabeza de la novia como símbolo de fertilidad. Luego, la futura suegra de la novia sacaba un trozo de tela de seda como regalo para la novia. La novia luego caminaría a lo largo de la tela de seda desenrollada en dirección a su futura suegra y le besaría la mano.
Una vez hecho esto, se sacaban frutas, nueces y pasteles y se cantaban canciones con la esperanza de hacer llorar a la novia. Esto se hizo porque se pensó que el llanto de la novia traería buena suerte. Luego, la novia se sentaba en un cojín mientras su suegra colocaba una moneda de oro en su mano como otra señal de buena suerte. Una vez que la novia recibió la moneda de oro, se le aplicaría la henna.
La persona que aplicaba la henna era siempre alguien que ya se sabía que estaba felizmente casado; esa persona aplicaría la henna en las palmas de las manos, los dedos de las manos y los pies de la novia. La henna se hizo a partir de hojas secas de henna y el proceso de aplicación llevó mucho tiempo. Por este motivo, se sugirió que se aplique entre treinta y dos y cuarenta y ocho horas antes de la boda para que tenga tiempo suficiente para manchar la piel. Además de la novia, la mayoría de las mujeres en la ceremonia mehndi también se aplican la henna en las manos por estética.